# Valentovce
Valentovce est un village de Slovaquie situé dans la région de Prešov.

## Histoire
Première mention écrite du village en 1808.

## Démographie

### Évolution de la population
| Année:               | 1994. | 2004.    | 2014.    | 2024.    |
| -------------------- | ----- | -------- | -------- | -------- |
| Nombre de personnes: | 55    | 39       | 43       | 38       |
| Différence:          |       | -29,09 % | +10,25 % | -11,62 % |

| Année:               | 2023. | 2024.   |
| -------------------- | ----- | ------- |
| Nombre de personnes: | 37    | 38      |
| Différence:          |       | +2,70 % |